# Haën (lothringisches Adelsgeschlecht)

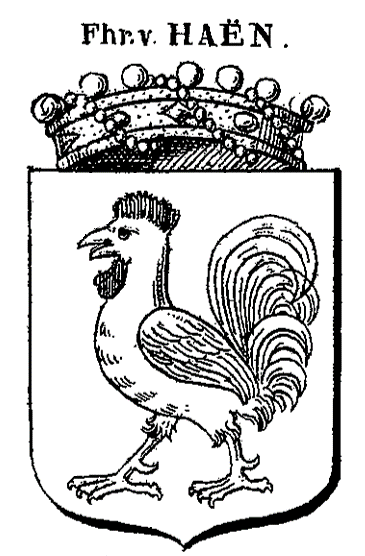
Wappen der Freiherren von Haën in Siebmachers Wappenbuch

Haën (auch: Hane) ist der Name eines erloschenen deutsch-lothringischen Adelsgeschlechts.
Die Familie ist zu unterscheiden von dem wappenverwandten, aber nichtstammverwandten westfälischen Adelsgeschlecht Haen.

## Geschichte

Burg Esch

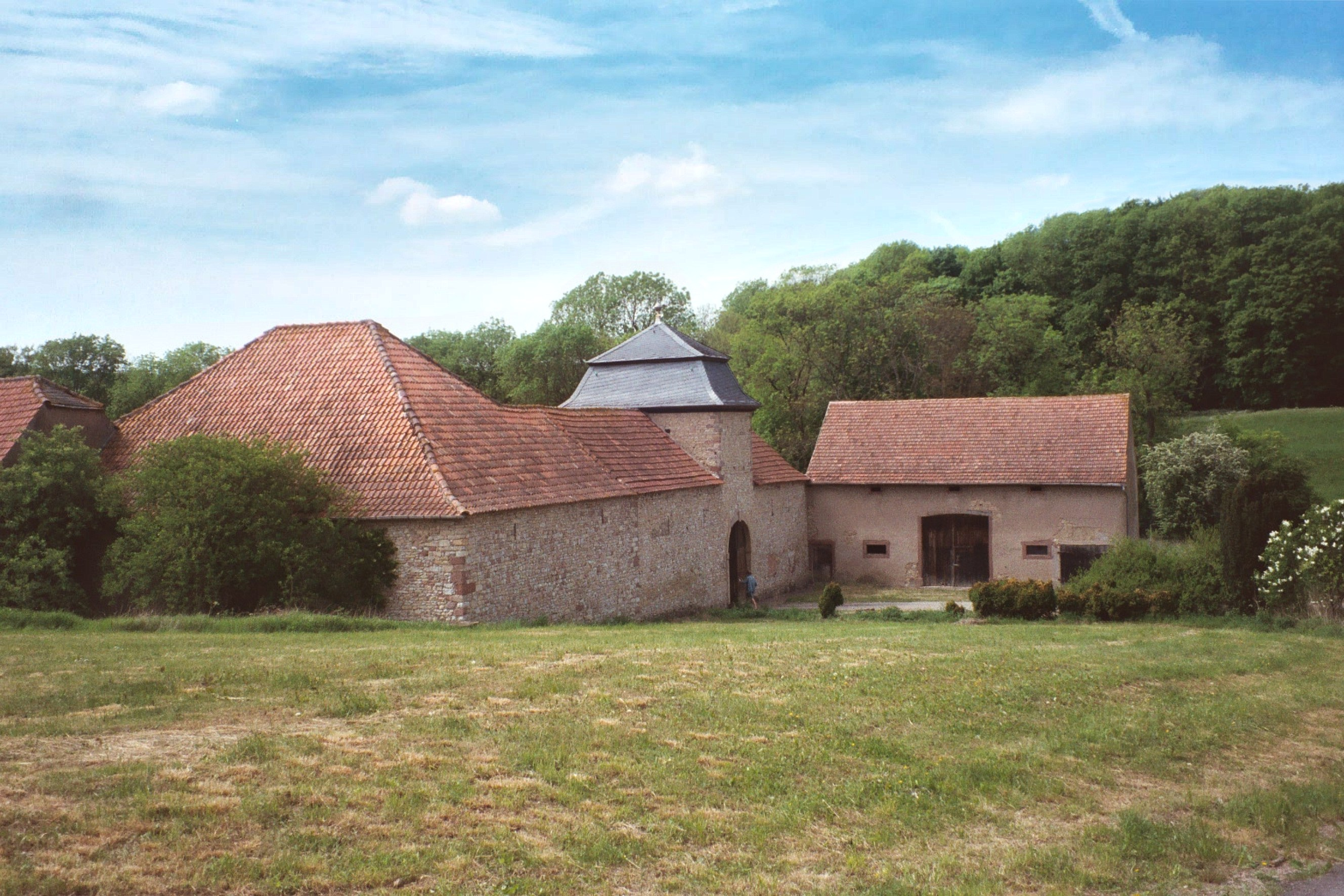
Vorburg der Burg Esch, 2003

Das Geschlecht, aus dem urkundlich schon im Jahr 1376 Emich vom Hane (de indagine) Wepeling (armiger) und Peter vom Hane 1441 mit dem unten beschriebenen Wappen im Luxemburgischen erscheinen, besaß längere Zeit Schloss und Herrschaft Burg Esch bei Saarlouis. Die von ihnen behauptete Abstammung aus Sachsen ist Fabel.
Die fortlaufende Stammreihe beginnt mit Jacob von Haën und der Catherine de Gubernay. Ihr Sohn Friedrich von Haën († 1571) war vermählt mit Christine von Manderscheid. Deren Sohn Peter († 1636) setzte allein den Stamm fort und erwarb im Jahr 1620 die Herrschaften Burg Esch und Schwerdorf. Im Jahr 1629 erwarb er die verbleibenden Güter der Witwe von Charles Emmerich de Berncastel. Sein Sohn Lothar von Haën († 1691), Herr zu Burgesch und Schwerdorf, wurde in des heiligen Römischen Reiches Ritterstand und später in den Freiherrnstand erhoben.  Lothar erbte Schwerdorff, und sein Bruder Philippe erbte Burg Esch. Letzterer starb jung, wodurch Burg Esch an Lothar fiel. Nachdem während des Dreißigjährigen Krieges die Dörfer Esch und Mittelesch 1635 zerstört wurden (siehe Schlacht von Wallerfangen), ließ Lothar das Schloss wiederaufbauen. Im Jahr 1671 kaufte Lothar den restlichen Besitz von der Witwe Manheulle. Zu dieser Zeit war Lothringen, und somit auch Schwerdorff, von Frankreich besetzt. Lothar legte dem französischen König Ludwig XIV. Rechenschaft ab. Er starb 1691 und wurde zusammen mit seinen beiden Ehefrauen im Chor der Kirche von Schwerdorff beigesetzt. Er hinterließ vier Söhne:
- Der älteste Sohn Philipp Franz Freiherr von Haën († 1723), Herr zu Burg Esch, Zeiringen, Bettingen, Nittel und Merchingen, königlich-spanischer Hauptmann, erbte den Besitz von Burg Esch, erwarb den Titel eines Barons und erweiterte seinen Besitz erheblich. Nach seinem Tod wurde er ebenfalls in der Kirche beigesetzt. Von seiner zweiten Frau wurden Lothaire Ignace, Geoffroy, Barbe Marie, Catherine Francine Beatrix und Anne Marguerite geboren. Der ältere Sohn Lothar Ignaz Freiherr von Haën, Erbherr der väterlichen Güter und Herr zu Busendorf, Bertringen und Bübingen, starb als Hauptmann der Wallonischen Garde des Königs von Spanien ohne Kinder am 20. April 1759. Der jüngere Gottfried Freiherr von Haën, Oberst in spanischen Diensten, erbte Betting, Gongelfang, Niedaltdorff, Dierstroff, Merchingen und Bitzingen und verstarb zu Diedenhofen unbeerbt, da sein Sohn vor ihm starb. Die jüngste Schwester dieser beiden, Katharina, heiratete im Jahr 1726 den Marquis Johann Carl de Villers und brachte ihm Burg Esch, Zeiringen, Born und Nittel zu. Lothar Ignaz hinterließ im Jahr 1755 seine Güter in Burg Esch seinen Neffen und Nichten, darunter Jean Charles Adam de Villers, der Sohn von Anne Catherine de Haen und Jean Charles de Villers.[1]

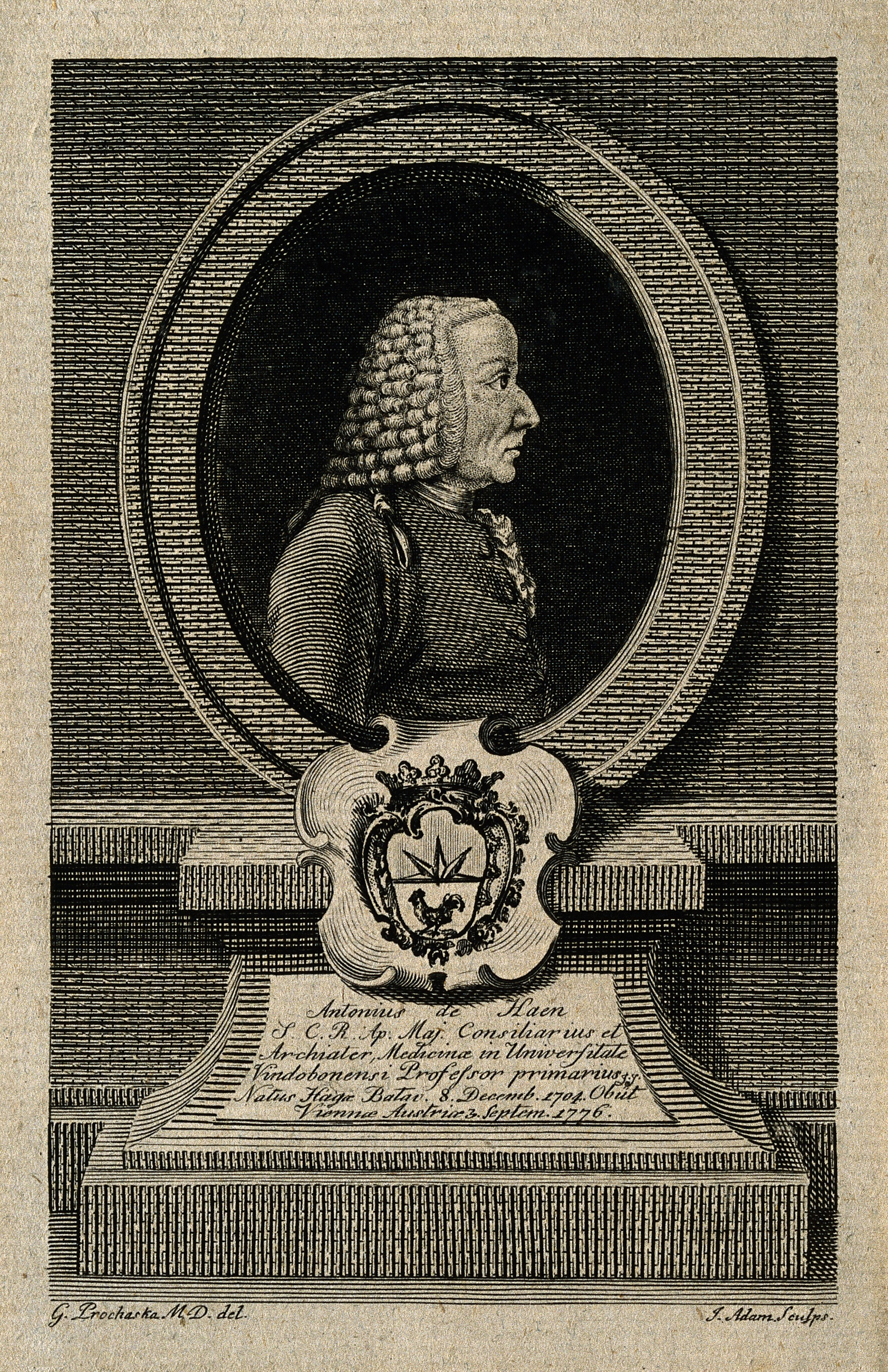
Anton von Haën († 1776), der Letzte des Geschlechts

- Der zweite Sohn Lothars, Nicolaus Freiherr von Haën, starb unvermählt in Born.
- Der dritte, Johann Joachim Freiherr von Haën, Herr zu Nieder-Altroff und Busendorf, starb ohne Nachkommen.
- Der vierte Sohn Joachim Freiherr von Haën, Herr zu Schwerdorf und Püttlingen, hinterließ einen Sohn Anton Lamoral Freiherr von Haën († 1756). Dessen Sohn aus der Ehe mit Maria von Beyer, Anton Moritz Freiherr von Haën (1704–1776), Herr zu Schwerdorf und Püttlingen, starb unvermählt im Jahr 1776 als der Letzte seines Geschlechts.[1]

## Wappen
Blasonierung des Redenden Wappens: In Gold ein stehender schwarzer Hahn. Auf dem Helm mit schwarz-goldenen Decken der Hahn.